# スポーツ新聞
スポーツ新聞（スポーツしんぶん）、もしくはスポーツ紙（スポーツし）とは、スポーツやゴシップ・芸能・レジャーなど、娯楽関連のニュースを中心として発行する新聞の事である。

## 概要
日本のスポーツ新聞は、スポーツの報道以外にも芸能、レジャー、ギャンブル、娯楽読み物などの内容を含む特有の存在として発達した。このような総合スポーツ紙は、日本国外ではごく少数が存在するにとどまるとされる。日本新聞協会によると、2023年の発行部数は合計で約192万部で、2000年の約631万部から3割未満にまで減少している。日本のスポーツ新聞の先駆けは、1946年3月6日に創刊された『日刊スポーツ』である。『スポーツ報知』（報知新聞）では1872年7月15日に創刊として記されているが、スポーツ新聞として新装刊されたのは1949年12月30日である。
最近は政治面・経済面など比較的硬めの記事も掲載されるようになったが、内容としては英米におけるタブロイド紙と同等の大衆紙と評される。『日刊ゲンダイ』、『夕刊フジ』に代表されるタブロイド版の夕刊紙もほぼ同様の紙面構成を取るが、紙面サイズが一般紙と同一で基本的には朝刊であることが異なる点である

## 内容
主に野球（プロ野球やMLBの日本人選手が所属する球団のカード、高校野球）をはじめ、サッカー（日本代表、Jリーグなど）やプロゴルフといったスポーツの試合、公営競技（競馬だけ他の3種目から独立している）の内容や周辺記事を主体に構成されている場合が多い。特に夏期はほとんど野球が一面を独占する。野球以外ではサッカーや中央競馬のGI競走の出走表や結果、オリンピックにおけるメダル獲得や国際的なスポーツ大会で日本選手や日本チームが優勝・準優勝を果たした場合に1面の大見出しに登場してくる。例外的にはかなり大きな社会の事件・出来事や芸能界や政界のスキャンダル・慶弔、考えられない様なトピック（例：首都高速競走馬侵入騒動など）が発生した場合、これをトップへ持ってくる事もある。
また、ブロック紙は「地元密着」の紙面作りを心がけており、連日のように地元球団・選手を一面に持ってくる新聞が多い。例えば日本シリーズがあっても該当する地元球団が出場しない場合は、日本シリーズではなくその地元球団の話題を一面に持っていく新聞がほとんどである。なお、発行地域や新聞によって先述のような「地元密着型の一面記事」になることも大きな特徴である。特に大阪で発行されるスポーツ紙（朝刊紙）は、『スポーツ報知』を除き連日、阪神タイガース関連の記事が少なくても1面から3面まで紙面を飾ることがほとんどである。それは、タイガースが勝った時はもちろん（その時は、勝報として4・5面までがタイガース関連になる新聞もある）、負けや引き分けた時も、また、前日に試合がなかった時やシーズンオフの時も、さらには、オリンピック・野球・サッカー・ラグビーなど日本代表の重要な試合の翌日においても、徹底的にタイガース一面にこだわり（特に『デイリースポーツ』・『サンケイスポーツ』）、それに関連して東京版と比較すると、黄系や赤系色を多用した見出しの色使いや見出しの語尾で「……や」が目につくことが多い。その大阪版は、スポーツや芸能界においての重大ニュースがあった際、号外発行や一般紙1面扱いのレベルにおいても、それらの記事は二の次ということで裏一面（最終面）や中面扱いされることが大半である。そのほか、広島では広島東洋カープ、福岡では福岡ソフトバンクホークスなど、地元球団が一面になりやすい傾向がある。他方で関西の球団でもオリックス・バファローズや各地のサッカーチームの扱いは一面になることが少なく、裏一面ないしは中面に追いやられることもしばしばであり、広島におけるサンフレッチェ広島や福岡におけるアビスパ福岡も同様である。

### 価格・郵送
価格は1部160円から180円の所が多い。元日付紙面は、各紙とも1部10円から20円程度値上げして販売されることが多い。
郵送による購読に関しては、全国紙系では行っておらず、『中日スポーツ』、『東京中日スポーツ』、『デイリースポーツ』の3紙が郵送購読を扱っている。『デイリースポーツ』が各地域版とも全国で郵送による購読が可能なのに対し、『中日スポーツ』と『東京中日スポーツ』は郵送による購読が可能な地域には制限があり、『中日スポーツ』は東海地方・北陸地方・長野県・静岡県西部、『東京中日スポーツ』は関東地方と静岡県東部ではそれぞれ郵送による購読は出来ない。バックナンバーも『サンケイスポーツ』・『中日スポーツ』・『西日本スポーツ』・『道新スポーツ』以外のほとんどのスポーツ紙で扱っている。取り扱い期間は各紙ともに異なり、1か月から3か月である。バックナンバーが注文できる版も、取り扱いが限定されているケースもある。

### 即売の扱い
スポーツ紙は一般紙と異なり、新聞専売所やスポーツ紙本社経由で購読申し込みを行い、朝刊配達時に同時宅配する「宅配版」と、運送会社経由で駅売店・コンビニのスタンド用に卸す「即売版」の2種類があるのも特徴である。この場合、締め切り時間が異なるため、一般紙と同送せざるを得ない宅配版とそれをしない即売版で一部収容記事が異なる場合がある。また、新聞休刊日の翌日も一部を除き、即売のみの「特別版」（号数を加算しない号外扱い）を発売している。
なお、1月2日は「特別版」もないため、1年で唯一スポーツ新聞が発行されない。これを利用し、特別版限定の懸賞企画が行われている。スタンド売りのスポーツ新聞は宅配版が基本であるが、一部の店舗ではアダルト面が含まれる即売版が販売されており、どちらの版が置かれるかは店側の希望や新聞の配送ルートによって決まってくる。この場合、駅売店・コンビニや繁華街の店舗など運送会社がまとめて配送する場合は即売版が置かれる事が比較的多い一方、病院や個人経営のお店では地元の新聞専売所経由で配送されてくることがほとんどでその場合は宅配版が置かれる事になる。
他方で、夕刊紙については宅配版が無い為、コンビニ扱いのものでもアダルト記事が含まれている。また、店舗によっては特別朝刊を販売する所もあるがこの特別朝刊については宅配版が無いため、コンビニ販売分にもアダルト面が入ることになる。発行社によって取扱いが異なるが、基本的には希望をすれば指定した版の紙面を購読することが可能である。また、専売所経由の場合であっても、即売版を指定すればそちらを置くことも可能。なお、即売版の新聞には一面と最終面の折り目をまたぐように各社のロゴが入っている。

### 題字の配置等
スポーツ新聞創刊当時から1970年代中盤頃までは一般紙と同じように、1頁最上段は右端に題字のスペースをとり、左端に広告や天気予報、新聞社によってはミニコラムを掲載していたことがあった。その後特に駅売り即売版の読者拡大を念頭に、1970年代中盤頃から題字を少し左にずらして大見出しを出すようになった。特にこの頃から『日刊スポーツ』が青色（ブルーニッカン）、『スポーツニッポン』と『スポーツ報知』（当時は報知新聞）などは朱文字（後に報知は緑色=グリーン報知に変更）を採用するなどして目立たせた。
1990年代から1頁はカラー紙面を多用するようになったため、題字を左上にコンパクトにまとめたり、左端（『サンケイスポーツ』は右端）の縦一列で題字を表示するなどしたが、現在は全部横題字（『スポーツ報知』は右上、『スポーツニッポン』は左上にそれぞれ固定。他はその日の紙面の内容により配置する場所が異なるが、概ね右上に各新聞の略称を大きく掲載している）となった。2010年代中盤に、紙面（一部の面は除く）の、文字の拡大化が相次いだ（『日刊スポーツ』は2014年3月29日付から、『スポーツ報知』は2016年1月1日付から、共に12段12文字へ）。

### スポーツ面
かつて読売ジャイアンツ（巨人）が絶大的人気・実力を誇った頃は全国紙は巨人の記事を一面に持ってくることが多かったが、巨人人気の低下、日本人の相次ぐ大リーグへの進出等から、巨人を一面に取り上げることが少なくなり、その代わりにさまざまなスポーツが一面を飾ることが多くなった。なお、現在でも巨人が勝利したときは一面に持ってきている場合が多い。また、スポーツ以外の話題（例えば芸能関係やオウムに代表される話題性のある事件や、小泉内閣に代表される政治関連、北朝鮮に代表される国際情勢）も一面を飾ることが多くなった。一方、中日ドラゴンズなどの地元密着球団が成功を収めたことにより、全国紙の地方版はブロック紙との対抗上から地元球団を頻繁に取り上げるようになった。
マイナーなスポーツについては扱いが小さくなる傾向があるが、オリンピックの金メダルを有望視される選手が登場した場合は扱いが大きくなる事がある。また、卓球の福原愛の様にTVで注目を大きく集めるスター選手が登場した場合には、その選手の活躍に応じて扱いが大きくなる事もある。その一方、基本的に男性向けという性質からプロレスリング、プロボクシング、K-1、総合格闘技など格闘技については、「バトル面」「ファイト面」と称して常時1〜2面が確保され特に新聞社が後援する大きなイベントなどの際には別に専用ページが一定規模確保され、広告宣伝的な意味合いも持つ選手インタビューや選手の動向などの記事が掲載される事もある。ただし、プロフェッショナルスポーツの格闘技でも大相撲に限りバトル面ではなく、一般スポーツ面取り扱いとなる（これは社の運営するウェブサイトでも同様である）。また、本場所の開催時期には別途専用の大相撲面が設けられる。冬場には周辺スキー場（関東発行であれば群馬、甲信越、東北方面）の前日の積雪や天気の情報も載る。
プロレスを初めとする格闘技の結果は今や毎日掲載されるのが通常となっているが、以前（1980年代半ば頃まで）は『東京スポーツ』と『デイリースポーツ』以外では全くといって良いほど扱いが無かった。その当時はプロレスファンが前日の結果を知る手段（勿論インターネットは無い時代）としていち早く情報が得られるとして、朝刊の『デイリースポーツ』の購読はある意味必須であった（『東京スポーツ』の方が『デイリースポーツ』より内容が充実はしているが、夕刊のためタイムラグの少ない『デイリースポーツ』が勝った）。

### 芸能面・社会面等
スポーツ以外では釣りや芸能関係に関する情報も充実している。社会面については2ページ程度に縮約された形で構成される。主に共同通信社から配信を受けた記事が多い。経済や政治関連の記事は通常は社会面の中に統合されており、企業の不祥事発覚や国務大臣辞任などの相当大きな出来事が発生した場合以外はスペースの小さい記事（いわゆるベタ記事）に留まる。揶揄するような切り口や見出し付けが多い。特に1980年代後半以後、重要な事件があったときは社会記事を1頁、ないしは裏1頁に取り上げることが多くなりつつある。全国紙系列の場合は、系列本紙からのリーク情報を載せることがある（系列本紙に初稿で載せると刺激的である場合のパイロット情報や、本紙で握りつぶされた特ダネをあえて載せる等）。
芸能面はいわゆる持ち込みや仕込みの記事が多く、批判的な論調は少ない。テレビ局の新番組、映画の新作や完成披露記者会見、歌手の新曲、芸能人の結婚や離婚、何かしらの発表など各社の広報、宣伝担当、芸能事務所が普段から関係を持つ芸能担当の記者に執筆を依頼する。そのため週刊誌の恋愛スクープなどでも事務所の確認を得ない限り掲載しないことも多いなど、ジャーナリズムではなくパブリシティとして捉えた方が良い。テレビの情報番組の芸能ニュースの出典元になりやすく、特に『サンケイスポーツ』は関連のフジテレビネタを多く掲載し、それを『めざましテレビ』などで放送している。
駅売店を中心に売られる「即売版」といわれるものには、上記の内容に加えてアダルト記事や性風俗関連の情報が掲載されている。以前、女性団体から「性の商品化の助長」などとして、夕刊紙とともに槍玉に上げられたこともあった。この、通称「アダルト面（ピンク面）」は、2010年春に『日刊スポーツ』と『スポーツ報知』（約20年ぶりの廃止）などが、相次いで取りやめに踏み切っている。中スポ系は元々入れていない。
一方で、宅配用の「家庭版」には無いのが普通である。テレビ番組欄と番組解説記事を掲載している頁を、即売版ではアダルト面（ピンク面）に差し替え、テレビ番組欄は小スペースで番組表のみを掲載する（ハーフサイズ以下になることがほとんど。これを「二毛作」と説明する場合がある）。この番組表も全日載せるパターンと夕方以降を載せるパターンがあり、全日版の場合は文字のサイズが異なる場合がある。なおこれらは以前は一般紙と同じく最終頁での掲載だったが、現在は殆どがダブル1面を取り入れているために中面に掲載している。一部のスポーツ紙ではラジオについては一般紙よりは扱いが少ない場合（関東では南関東=東京都・神奈川県・千葉県・埼玉県のラジオ局。外国語FM放送は省略されたりする）が多い。また、紙面スペースの都合でFMを載せていない場合もあったりする。

### 広告枠
広告には、消費者金融（いわゆるサラ金、ほとんどは創業間もない「都（1）」（トイチ）と呼ばれる業者）の宣伝広告やブルーカラー職種（主にタクシーの運転手、新聞店配達員・拡張団員、土木・建設、風俗店・パチンコ店関連）の求人広告が多いのが特徴。
また、読者層からか、2000年に規制緩和された債務整理や破産手続等を担当する法律事務所（弁護士）や通信販売（主に健康食品・医薬品関連）、馬券予想会社の広告も目に付くようになっている。なお、これらの業種は親会社の一般紙では出稿を受け付けてもらえないことがほとんどである。
記事広告という体裁もあり、外見は新聞記事本記の体裁がなされているが広告代理店など発行社以外が制作した場合、本紙とはフォントや組み方の癖に違いがあり一目でそれとわかるようなものもある。通常は欄外に「特別広告」「広告のページ」などと記載があることや、本記も独特な内容であるため区別がつけやすい。しかし最近は、発行社製作による本紙と同一のフォント・整理記者が組んだ記事広告も見受けられる。

## 衰退・縮小
2000年代後半以降は、販売地域を縮小する動きが出始めており、『デイリースポーツ』は東北地方と新潟県における販売を終了した他、2011年11月30日をもって名古屋市、福岡市、北九州市の主要駅における即売販売を終了した。『東京スポーツ』も2017年12月28日をもって北海道における販売（即売のみ）を終了した。販売を終了する理由としては、輸送コストや印刷コストの問題、その地域における販売部数の減少などを挙げている。
『西日本スポーツ』は2009年3月31日をもって山口県における販売を終了した他、宮崎県と鹿児島県も2018年3月31日をもって販売を終了した。さらに電子版媒体の普及により、紙媒体の衰退が進んでいることを受け、2023年3月末で新聞自体の発行を休刊し、電子版に完全移管することが発表された。『道新スポーツ』も同様に2022年11月末で新聞自体の発行を休刊し、ニュースサイトでの記事配信に移管することが発表された。
2020年代に入るとコロナ禍やロシアのウクライナ侵攻を受けた資源価格の高騰、さらには円安などを背景として原燃料価格も高騰しており、これらが新聞紙代の大幅な値上げに繋がっており、今後についてもスポーツ紙の縮小傾向は避けられないとみられる。2023年4月23日には、日本初のサッカー専門の新聞として知られる『エル・ゴラッソ』が、同年5月末で新聞紙面の発行を休止し、電子版へ完全移行すると発表した。

## テレビとの関係
インターネットなどでより多種多様な情報を手に入れられる現在になっても、紙媒体であるスポーツ新聞はテレビとの関わりがとても深い。特にワイドショーなどの情報番組はこれが顕著となっている。かつてはスポーツ紙を紹介する番組は少数派で、一般紙を含め新聞を取り扱う専業番組だったテレビ朝日『やじうまワイド』では、スポーツ紙の特別朝刊を使って「新聞が来ない朝はスポーツ新聞が面白い」と話題を採り上げていた。
現在は朝の時間帯をはじめ、さまざまな情報番組がスポーツ紙の記事を紹介するコーナーを設けている。テレビのコーナーで特に取り扱う新聞記事として、野球・相撲・社会・芸能が主流である。とくに芸能ニュースはスポーツ新聞の記事をベースに伝えることが多い。

## ネットニュースとの関係
2000年代以降、スポーツ新聞各社は紙媒体の縮小とインターネットの隆盛に伴い、ウェブ版の発信にも力を入れている。Yahoo!ニュース、LINE NEWSなど大手ニュースサイトや、スマートニュースなどスマートフォン向けニュースアプリへの記事提供も行っており、スポーツやゴシップ・芸能のジャンルにおいて大きな影響力を持つ。
著名人によるTwitter、InstagramなどのSNS上での投稿や、ワイドショーなどの情報番組内での発言を引用した記事の発信も数多く行われている。このような記事の一部は「こたつ記事」とも呼ばれ、各メディアがページビュー数を重視するがゆえに、発言内容が検証されることなく量産され、攻撃的な発言が掲載されたり、過剰に扇動的な見出しや記事内容になる場合があり、問題視されることがある。
コラムニストの小田嶋隆は、2020年以降の新型コロナウイルスの流行により多くのスポーツが開催中止を余儀なくされたことで、スポーツ新聞のネタ元としてバラエティ番組やTwitterの発言を書き起こしただけの記事が大量に出稿されるようになったと指摘し、品質は「素人のブログ以下」であると批判している。
スポーツ紙に言動がよく取り上げられる人物として、実業家の堀江貴文などが挙げられる。『WEB女性自身』によると、2020年4月11日から同年5月21日まで41日連続、合計244本の記事が大手スポーツ紙7紙によって配信された。

## 映画賞・音楽賞との関係
1950年に創設された日本の映画賞であるブルーリボン賞は、大手スポーツ紙7紙（スポーツ報知・デイリースポーツ・サンケイスポーツ・東京スポーツ・スポーツニッポン・日刊スポーツ・東京中日スポーツ）の映画担当記者で構成された「東京映画記者会」によって選定される。
また、日本の音楽賞である日本レコード大賞の選考委員には日刊スポーツ・スポーツニッポン・デイリースポーツ・東京スポーツ・サンケイスポーツ・東京中日スポーツの記者が参加している。

## 日本のスポーツ新聞

### 朝刊紙

#### 全国紙
全国紙の系列にあるのは以下のとおり。なお、日本経済新聞社はスポーツ新聞社を持っていない。
- 日刊スポーツ（朝日新聞社系発行。通称“ニッカン”）：札幌、東京、名古屋、大阪、福岡、那覇。

沖縄県内では、沖縄タイムス社が発行している。その他の地域では、地域ごとの会社（名古屋・福岡の両本社は｢日刊スポーツ西日本（大阪本社）｣の社内カンパニー）が発行。
- スポーツニッポン（毎日新聞社系発行。通称“スポニチ”）：東京、大阪、札幌、名古屋、福岡。

以前は地域ごとの会社があったが、2004年に1社に合併。東京（存続会社）・大阪（現在は社内カンパニー）の両本社が紙面製作の中心となり、札幌・名古屋・福岡（合併後は本社から総局に降格）は実質「現地印刷」の形をとる。また、大阪では2009年11月29日まで主要駅やコンビニで即売向け早版（事実上の夕刊）を発行していた。ウェブ版の名称はスポニチアネックス（Sponichi Annex）。
- スポーツ報知（読売新聞社系発行。旧称及び正式題号は報知新聞。通称“報知”）：東京、名古屋、大阪、札幌、福岡。

札幌、高岡（後に北日本新聞社（芸能に関する一部記事はデイリースポーツの特約で締結）へ現地印刷を委託）では東京発行版を現地印刷の形で発行。名古屋発行版は1979年に中部読売新聞社（現：読売新聞中部支社）が「報知スポーツ」の題号で創刊、1996年に他地域と同じく「スポーツ報知」に統一した。福岡ではスポーツ報知西部本社（読売新聞西部本社の子会社）が発行している。
- サンケイスポーツ（産業経済新聞社発行。通称“サンスポ”）：東京、大阪。北海道・九州各県・沖縄県を除く全国で販売。

東京版は北海道新聞社が発行する道新スポーツと紙面提携を結んでいる。また、芸能に関する一部記事は北國新聞（富山新聞）・南日本新聞との特約を締結している。

#### ブロック紙
ブロック紙、もしくはブロック紙に準ずる新聞の系列にあるのは以下のとおり。
- デイリースポーツ（神戸新聞社発行[注 8]。通称“デイリー”）：神戸、東京、大阪。近畿・中国・四国・北陸・関東・静岡県等で販売。

阪神タイガース関連の記事をメインとする。広島県版は広島東洋カープ関連の記事がメインになる。また競馬関連の記事を載せることも多い。東京では「夕刊デイリースポーツ」の題号（類似題の宮崎県のローカル夕刊紙とは無関係）で2009年11月29日まで夕刊も発行していた（主要駅、コンビニエンスストアなどの新聞スタンドを対象とした即売版専用）。
- 中日スポーツ（中日新聞社発行。通称“中スポ”）：名古屋。東海、北陸、長野県、近畿の一部で販売。

中日ドラゴンズ関連の記事を中心とした紙面構成になっている。また名古屋グランパスの関連記事を載せることが多い。なお、家庭に配達されるのはもちろん、駅売り版でもポルノ記事がない。ただし、風俗店関連の広告は掲載されている。

#### その他
- 九州スポーツ（東京スポーツ新聞社発行。通称“九スポ”）：福岡。九州、山口県、広島県と島根県の一部で販売。

同新聞社の新聞の中で「唯一の朝刊紙」である事から、他地域がフォロー出来なかったスポーツ関係の記事をいち早く掲載する事がある。又、早くから九州各県・山口県の読売新聞販売所（YC）で宅配を取り扱ってはいるが、スポーツ報知が九州・山口に進出してからは、同地域のYCでの扱いを縮小している。

### 夕刊紙
- 東京スポーツ（通称“東スポ”）：東京。関東、東北、甲信越（長野県の一部を除く）、静岡県の一部で販売。
- 中京スポーツ（通称“中京スポ”）：名古屋。東海（三重県の一部を除く）、北陸と長野県・静岡県・滋賀県の一部で販売。
- 大阪スポーツ（通称“大スポ”）：大阪。近畿（滋賀県の一部を除く）、四国、岡山県、鳥取県と三重県・広島県・島根県の一部で販売。

上記3紙とも東京スポーツ新聞社発行。ゴシップ系の記事を中心に、娯楽色を強めているのが特色。ただし昨今は夕方刊行の強みを生かし、時差が生じる欧米スポーツ関係の記事を早期報道することに力を入れている面もある。

### 休刊・廃刊
- オールスポーツ（神戸：日刊スポーツ大阪版に統合）
- スポーツ中国（広島：経営不振により休刊）
- フクニチスポーツ（福岡：経営不振により休刊）
- さきがけスポーツ（秋田：休刊。サンケイスポーツ東京版と提携していた）
- 名古屋タイムズ（名古屋：経営不振により休刊）
- リアルスポーツ（東京：休刊後、ウェブ版の「リアルライブ」を株式会社アンカードが運営）
- 道新スポーツ（北海道：2022年11月30日発行を以って休刊、ウェブサイト上へ移行）
- 西日本スポーツ（福岡：2023年3月31日発行を以って休刊[10]、ウェブサイト上へ移行）
- エル・ゴラッソ（東京：2023年5月31日発行を以って休刊）
- 東京中日スポーツ（東京：2025年1月31日発行を以って休刊、ウェブサイト上へ移行）
- 新報スポニチ（那覇：2025年3月31日発行を以って休刊、ウェブサイト上へ移行）

## 海外のスポーツ新聞
- イギリス

『スポーティング・ライフ』、『スポーティング・タイムズ』などが有名。
- フランス

『レキップ』などが有名。
- ドイツ

『キッカー』などが有名。
- イタリア

『ガゼッタ・デロ・スポルト』、『コッリエーレ・デッロ・スポルト』、『トゥットスポルト』などが知られている。
- スペイン

『マルカ』、『AS』、『ムンド・デポルティーボ』、『SPORT』などが知られている。
- アルゼンチン

『Olé』などが有名。
- 韓国

『日刊スポーツ』、『スポーツワールド』、「朝鮮日報」傘下の『スポーツ朝鮮』、「京郷新聞」傘下の『スポーツ・カン』、「ソウル新聞」傘下の『スポーツソウル』、「東亜日報」傘下の『スポーツ東亜』、「韓国日報」傘下の『スポーツ韓国』などが知られている。
- 中国

『東方体育日報』、『タイタン・スポーツ』などが有名。